# كوامي غيذرز
كوامي غيذرز (بالإنجليزية: Kwame Geathers)‏ هو لاعب كرة قدم أمريكية أمريكي، ولد في 4 أكتوبر 1990 في جورجتاون في الولايات المتحدة.

## وصلات خارجية
- كوامي غيذرز على موقع مرجع كرة القدم المحترفة.كوم (الإنجليزية)